# Burton United FC

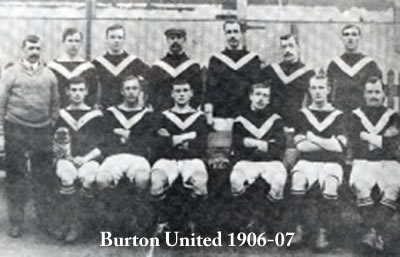
Team van 1906

Burton United FC was een Engelse voetbalclub uit Burton upon Trent, Staffordshire.

## Geschiedenis

### Burton Wanderers
De Burton Wanderers waren medeoprichter van de Midland League in 1890. In 1893/94 werd de club kampioen ondanks dat er strafpunten waren omdat een ongerechtmatigde speler was opgesteld. Hierna werd de club verkozen tot de Second Division van de Football League. Na 3 seizoenen werd de club dan weer uit de League gestemd na een voorlaatste plaats in 1896/97. Na een laatste plaats in de Midland League in 1901 fusioneerde de club met de Burton Swifts.

### Burton Swifts
De Burton Swifts waren medeoprichter van de Combination en voegde zich in 1892 bij de Football Leage Second Division. De Swifts waren niet succesvol en eindigde nooit boven de 6de plaats. Na een laatste plaats in 1901 fusioneerde de club met de Burton Wanderers om zo Burton United te vormen, die de plaats van Swifts overnam in de Leage.

### Burton United
De fusieclub nam de plaats van de Swifts in en speelde verder in de Second Division (2de klasse). De club was niet succesvol en eindigde nooit boven de 10e plaats en kwam ook niet verder dan de 1ste ronde in de FA Cup. Na 2 voorlaatste plaatsen op rij werd United laatste in 1907 en werd uit de League gestemd. Het volgende seizoen speelde de club verder in de Birmingham & District League en in 1909 was de club medeoprichter van de Southern League. Na een slecht seizoen 1909/10 werd de club opgeheven.